# Escola Militar Suvorov

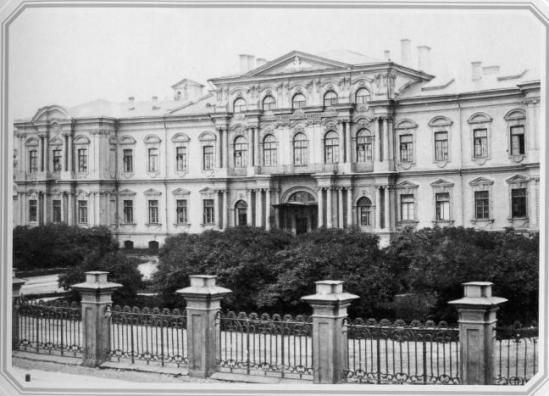
A Escola Militar Suvorov se situava no Palácio Vorontsov em São Petersburgo

As Escolas Militares Suvorov são um tipo de internato na antiga União Soviética e nas atuais Rússia e Bielorrússia para meninos entre 14 e 18 anos. A educação nestas escolas focam em assuntos relacionados ao militarismo. As escolas têm o nome de Alexander Suvorov, um grande general do século XVIII.
As escolas navais entre as escolas militares russas, para adolescentes, são as Escolas Navais Nakhimov. Elas foram nomeados após Pavel Nakhimov, um almirante do século XIX.

## História
Os modelos escolares de Suvorov e Nakhimov foram criados durante a Segunda Guerra Mundial, em dezembro de 1943, para oferecer aos meninos em idade escolar, particularmente aqueles de famílias de militares, um ensino secundário especializado em assuntos e treinamento militares (exército, marinha, inteligência, etc.). O aspecto de internato era particularmente importante na época porque muitos estudantes eram órfãos de guerra, que não tinham pais ou apenas uma mãe sobrevivente, incapaz de os dar apoio.
Um número significativo de escolas ainda existe na Rússia, Bielorrússia, Ucrânia e Uzbequistão. As escolas de Suvorov na Rússia agora estão subordinadas ao Comandante em chefe das Forças Armadas da Rússia. Há escolas ainda operando na Rússia, incluindo em Tambov, Ekaterinburgo, e Cazã, e uma em Minsk (Bielorrússia), e outra no Uzbequistão. A Escola Militar Suvorov de Minsk foi implantada no edifício da antiga Escola Militar Unida da Bielorrússia em 21 de maio de 1952. A antiga Escola Militar Suvorov em Kiev foi reorganizada em 1992 e nomeada em homenagem a Ivan Bohun em 1998.
Carey Schofield, uma jornalista britânica com ligações estreitas com as Forças Armadas Soviéticas, escreveu entre 1990 e 1991, "ainda é geralmente visto que a melhor maneira de um oficial começar sua carreira é ingressando em uma das muito astutas escolas Suvorov ou Nakhimov, os internatos militares". Ela observou que naquela época, várias das escolas tradicionais tinham fechado, deixando oito escolas Suvorov e uma única escola Nakhimov em toda a União Soviética.
Scott e Scott, no Russian Military Directory 2004, inscreveram as escolas de Suvorov ativas na época em Ekaterinburgo, Kazan, Moscou, São Petersburgo, Vladikavkaz, Tver, Ulyanovsk e Ussuriysk (Krai do Litoral). Vários Corpos de Cadete, alguns deles recentemente formados, também foram listados, cada um filiado a um ramo de serviço específico, como a Força Espacial Russa, o Chefe de Construção e Quartéis, e as Tropas de Sinais.
A partir de 2016, o Ministério da Defesa da Federação Russa planeja reabrir o campus Tula SMS. Seu novo campus em Perm abriu em 2014 assim sendo a escola mais jovem a ser aberta, juntamente com o campus de Oremburgo (2010) e Irtusk (também em 2014). A escola oferece hoje aos adolescentes que se preparam para o serviço como oficiais no Exército Russo (ou nas forças de defesa aeroespaciais russas ou no Ministério do Interior) educação secundária e treinamento militar do estilo nas tradições militares da nação e o espírito patriota.